# Olivier Carrard
Olivier Carrard (ur. 19 listopada 1956 we Fryburgu) – szwajcarski szermierz, srebrny medalista mistrzostw świata.
Podczas mistrzostw świata w Rzymie w 1982 roku Szwajcarzy w składzie: Daniel Giger, Olivier Carrard, Gabriel Nigon, Patrice Gaille i Michel Poffet zdobyli srebrny medal w zawodach drużynowych. Był to jedyny medal wywalczony przez Carrarda w zawodach tego cyklu.
Wystartował na igrzyskach olimpijskich w Los Angeles w 1984 roku, gdzie w turnieju drużynowym był dziewiąty. Został zgłoszony do startu w zawodach indywidualnych, jednak ostatecznie nie wystąpił. Był to jego jedyny start olimpijski.
Zdobył złoty medal w szpadzie na mistrzostwach Europy w Mödling w 1982 roku.